# Ta'abbata Sharran
Pour les articles homonymes, voir Sarran.
Ta'abbata Sharran (arabe : تأبط شرًّا) est le surnom d’un poète-brigand arabe légendaire qui aurait vécu dans l’Arabie préislamique. Son vrai nom serait T̠ābit b. Ǧābir b. Sufyān ou T̠ābit b. ʿAmsal.

## Origine du surnom
Plusieurs explications de l'origine de ce surnom ("il a pris le mal sous son bras") sont avancées, notamment dans le Livre des chansons d'Abu l-Faraj al-Isfahânî. Selon l'une d'elles, ce mal qu'il porte sous le bras serait son épée. Selon une autre, il aurait combattu une goule et l'aurait décapitée puis serait parti avec sa tête sous le bras.

## Autres anecdotes légendaires

### Époque probable de mise en circulation
D'autres anecdotes fabuleuses sont relatées au sujet de Ta'abbata Sharran. Il aurait couru tellement vite qu'il pouvait lancer à pied des attaques contre les caravanes.
Ces anecdotes semblent avoir commencé à circuler au VIIIe siècle ap. J.-C.. Plusieurs compilateurs, tels Muh̩ammad b. H̩abīb et ʿAbd al-Qādir al-Baġdādī, font état d'histoires extraordinaires concernant le poète, qu'ils se refusent à rapporter.

### Sa mort d'après la légende
D'après la légende, Ta'abbata Sharran est l'un des rares poètes-brigands arabes qui n'ait pas été rejeté par sa tribu. Les raids qu'il menait visaient principalement les tribus de Baǧīla, Hud̠ayl et Azd. Les Hud̠ayl revendiquent d'ailleurs son assassinat. Il serait mort le cœur percé de flèches par un enfant de cette tribu. Son corps aurait ensuite été jeté dans la caverne d’al-Rah̠mān.

## Œuvre poétique
Deux chaînes de savants ont transmis la poésie attribuée à Ta'abbata Sharran :
- La première part d’Abū ʿAmr al-Šaybānī, puis Ibn H̩abīb pour arriver à al-Sukkarī.
- Le seconde part d’al-Mufad̩d̩al al-D̩abbī[5] pour arriver à Ibn al-Aʿrābī.

Cette poésie est composée de 238 vers répartis en 32 fragments, marqués par les caractéristiques habituelles de la poésie des poètes-brigands : individualisme, faible emploi du pronom de première personne du pluriel et de références au clan et à la tribu.
Sa qas̩īda la plus célèbre Yā ʿīdu (يا عِيدُ) (rime en qāf) ouvre l'anthologie rassemblée par le philologue al-Mufad̩d̩al al-D̩abbī, al-Mufad̩d̩aliyyāt.
Un autre poème de Ta'abbata Sharran, rimant en lām, a été traduit en allemand et mis en vers par Goethe en 1819, à partir de la traduction latine de Freytag.